# Serie GeForce 9
La serie GeForce 9 es la novena generación de la serie GeForce de unidades de procesamiento de gráficos de Nvidia, la primera de las cuales se lanzó el 21 de febrero de 2008. Los productos se basan en la microarquitectura Tesla, agregando compatibilidad con PCIe 2.0, color mejorado y compresión z, y construido en un proceso de 65 nm, luego usando 55 nm para reducir el consumo de energía y el tamaño del chip (las GPU GeForce 8 G8x solo admitían PCIe 1.1 y se construyeron en el proceso de 90 nm o 80 nm).

## Serie GeForce 9300

### Geforce 9100 G
- GPU G98 de 65 nm
- PCI-E x16
- Bus de 64 bits
- 4 canalizaciones de operaciones de ráster (ROP), 8 sombreadores unificados
- Reloj central de 540 MHz
- 256 MB DDR2, reloj de memoria de 400 MHz
- Reloj de sombreado de 1300 MHz
- Tasa de llenado de 5,1 G texels/s
- Ancho de banda de memoria de 7.6 GB/s
- Soporta DirectX 10, SM 4.0
- Cumplimiento con OpenGL 2.1
- Soporta tecnología PureVideo HD de primera generación con decodificación VC1 parcial

### Geforce 9300 GS
El 1 de mayo de 2008, se lanzó oficialmente la GeForce 9300 GS.
- GPU G86 de 80 nm
- PCI-E x16
- Bus de 64 bits
- 8 ROP, 16 sombreadores unificados
- Reloj central de 450 MHz
- 512 MB DDR2, reloj de memoria 400 MHz
- Reloj de sombreado de 900 MHz
- Tasa de llenado de 3.6 Gtexels/s
- Ancho de banda de memoria de 6.4 GB/s
- Soporta DirectX 10, SM 4.0
- Cumplimiento con OpenGL 2.1

## Serie GeForce 9400

### GeForce 9400 GT
El 27 de agosto de 2008 se lanzó oficialmente la GeForce 9400 GT.
- GPU G96 de 65 nm
- 16 procesadores de flujo
- Núcleo de 550 MHz, con reloj de sombreado unificado de 1350 MHz
- Tasa de relleno de 4.4 Gtexels/s
- DDR2 de 256/512/1024 MB a 800 MHz o GDDR3 de 256 MB a 1600 MHz,[2] ambos con un bus de memoria de 128 bits
- Ancho de banda de memoria de 12,8 GB/s para placas configuradas con memoria DDR2 de 800 MHz
- Soporta DirectX 10, Shader Model 4.0, OpenGL 3.3 y PCI-Express 2.0
- Soporta tecnología PureVideo HD de segunda generación con decodificación parcial VC1 y tecnología HybridPower.[3][4][5]
- Mínimo de fuente de alimentación de 300 vatios

## Serie GeForce 9500

### GeForce 9500 GT

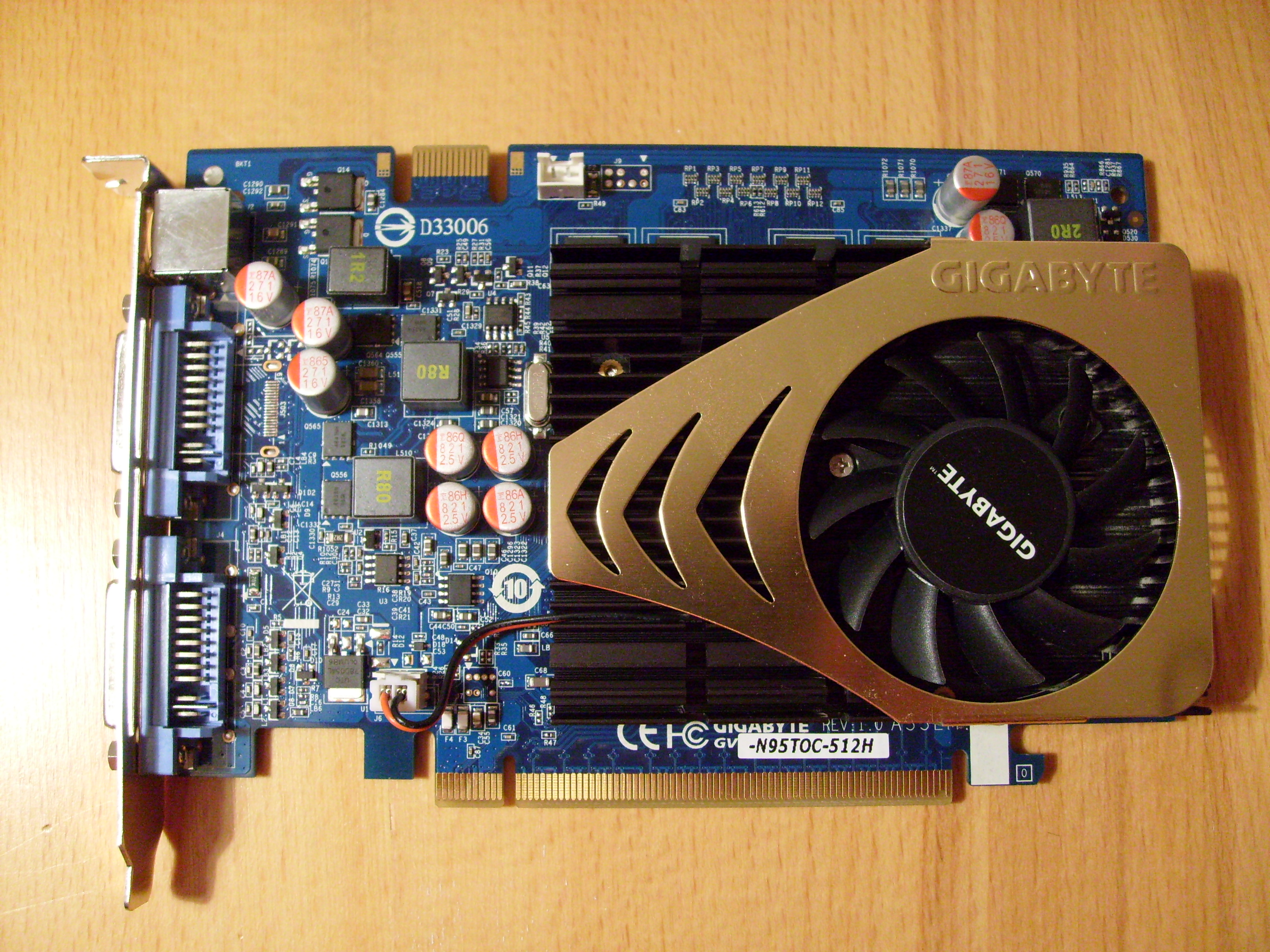
Gigabyte GeForce 9500 GT

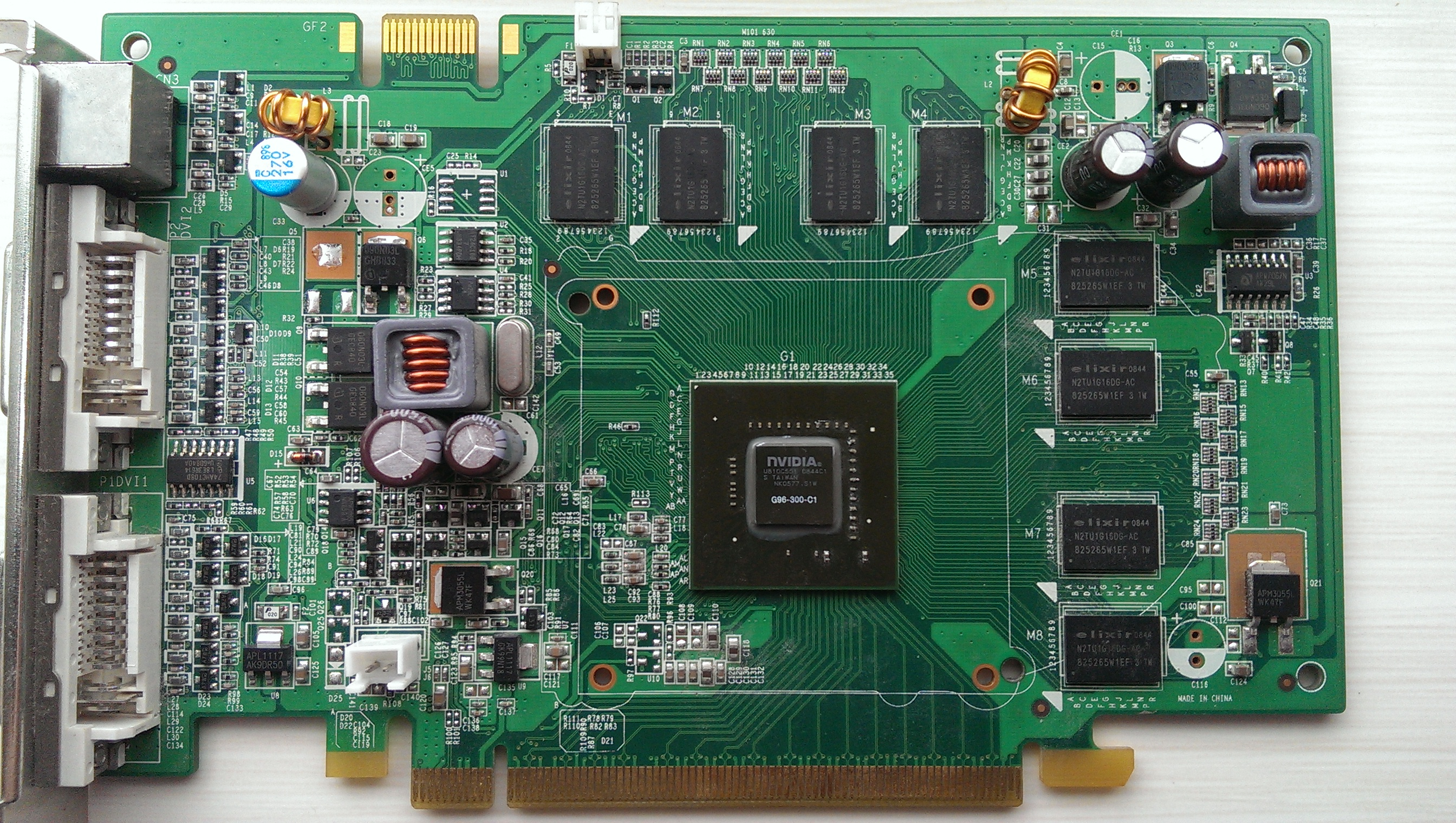
BFG GeForce 9500 GT sin disipador

El 29 de julio de 2008 se lanzó oficialmente la GeForce 9500 GT.
- GPU G96 de 65 nm
- 32 procesadores de flujo (32 núcleos CUDA)
- 4 multiprocesadores (cada multiprocesador tiene 8 núcleos)
- Núcleo de 550 MHz, con un reloj de sombreado unificado de 1400 MHz
- Tasa de relleno de 8.8 Gtexels/s
- Memoria GDDR3 de 256/512/1024 MB a 1600 MHz o memoria GDDR2 de 256 MB/512 MB a 1000 MHz, ambas con un bus de memoria de 128 bits
- Ancho de banda de memoria de 25,6 GB/s para placas configuradas con memoria GDDR3 de 800 MHz
- Compatible con DirectX 10, Shader Model 4.0, OpenGL 3.3 y PCI-Express 2.0
- Soporta la tecnología PureVideo HD de segunda generación con decodificación VC1 parcial[6][7]
- Tecnología compatible con NVIDIA SLI
- Compatibilidad con DVI

### GeForce 9500 GS
La 9500 GS es una tarjeta OEM que se basa en la 9500 GT pero está dirigida al público general.
- GPU G96 de 65nm
- 32 procesadores de flujo
- 8 unidades ROP
- Núcleo de 550 MHz, con Reloj de sombreado unificado definido en 1375 MHz
- Tasa de relleno de 8.8 Gtexels/s
- Memoria DDR2 de 128/512 MB a 1000 MHz con un bus de memoria de 128 bits
- Ancho de banda de memoria 16.0 GB/s
- Compatible con DirectX 10, Shader Model 4.0, OpenGL 3.3 y PCI-Express 2.0
- Soporta la tecnología PureVideo HD de segunda generación con decodificación VC1 parcial
- Tecnología compatible con NVIDIA SLI
- Compatibilidad con DVI

## Serie GeForce 9600

### GeForce 9600 GT

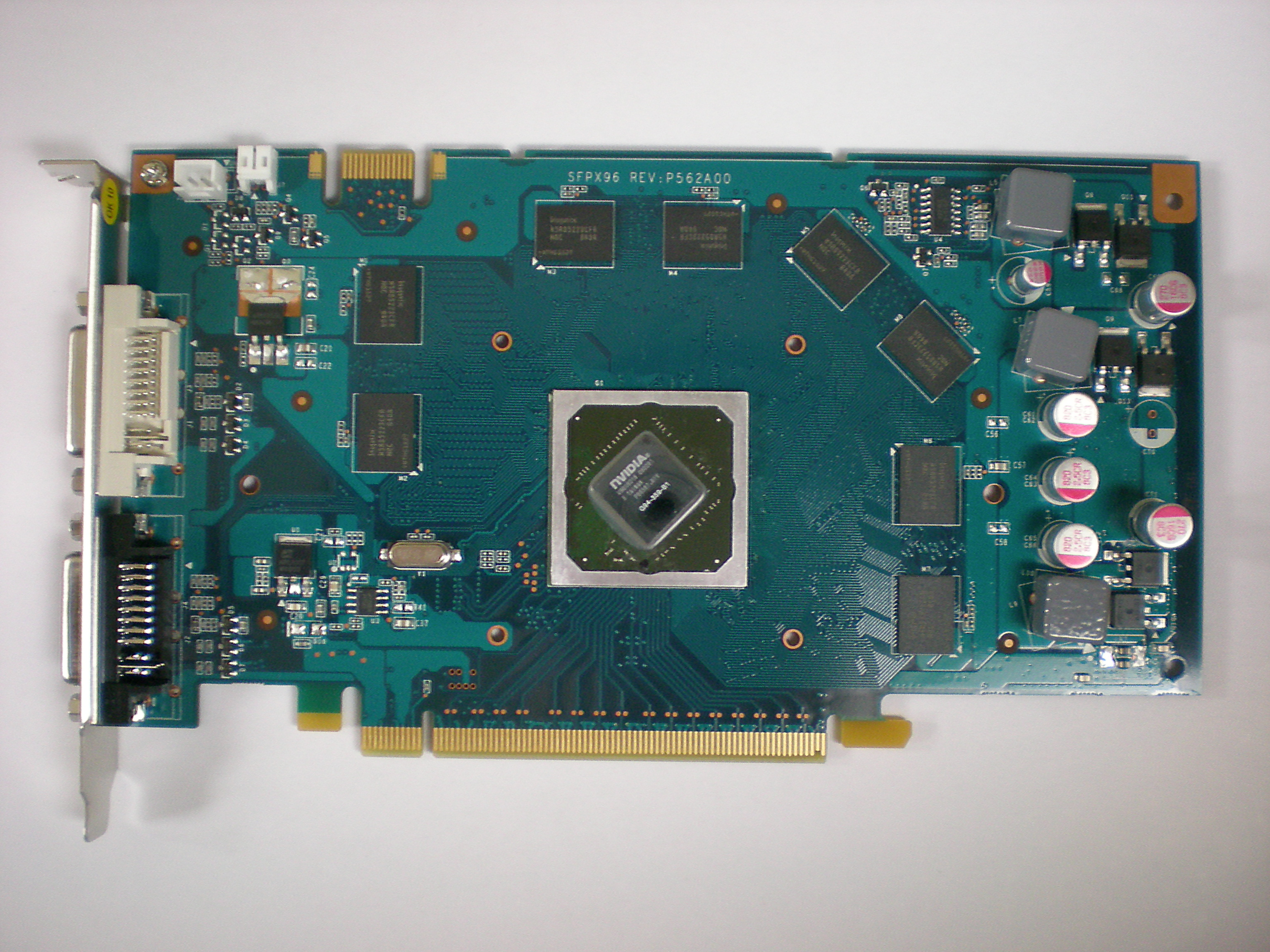
GeForce 9600 GT sin enfriador

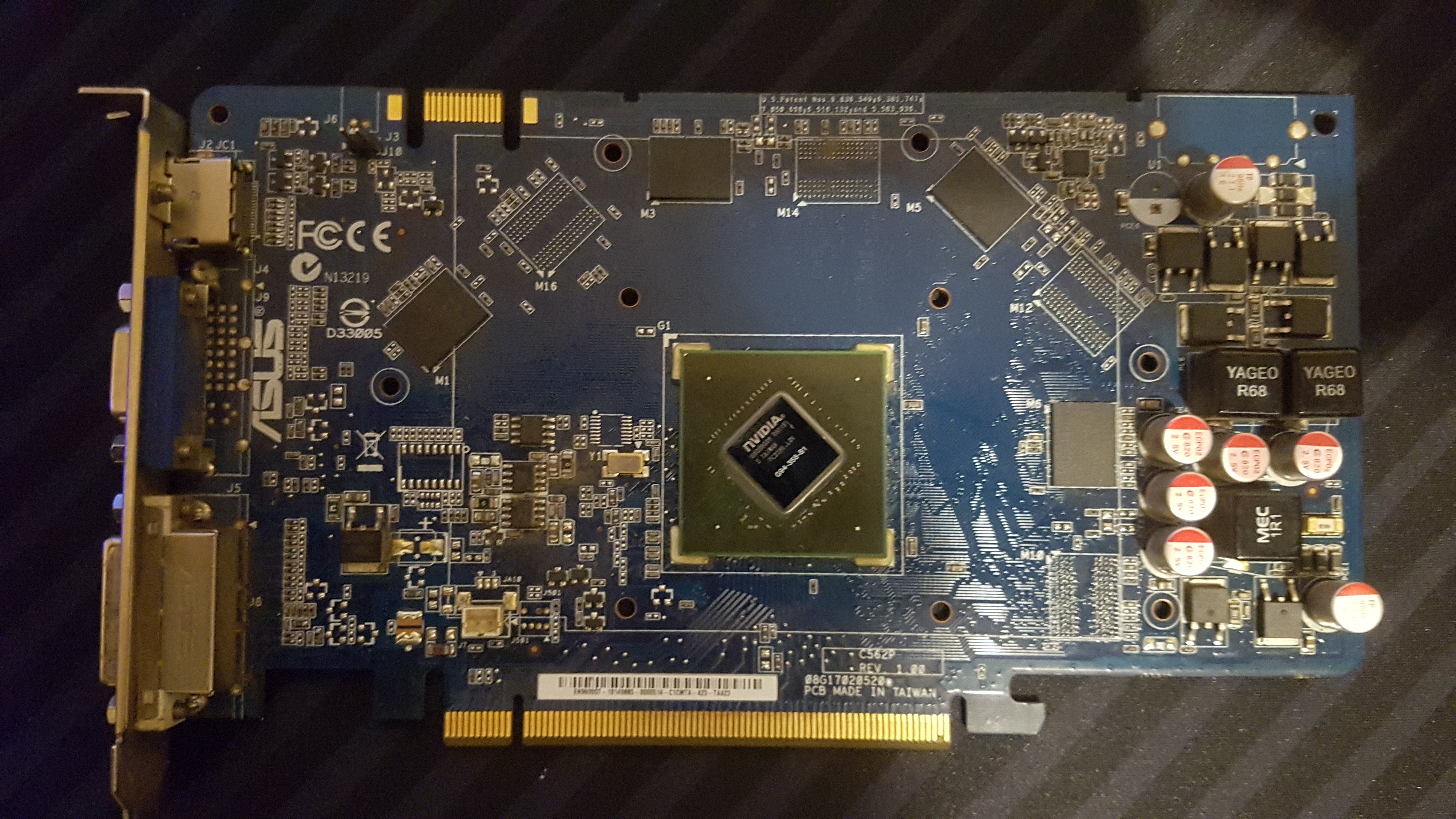
asus geforce 9600 gt

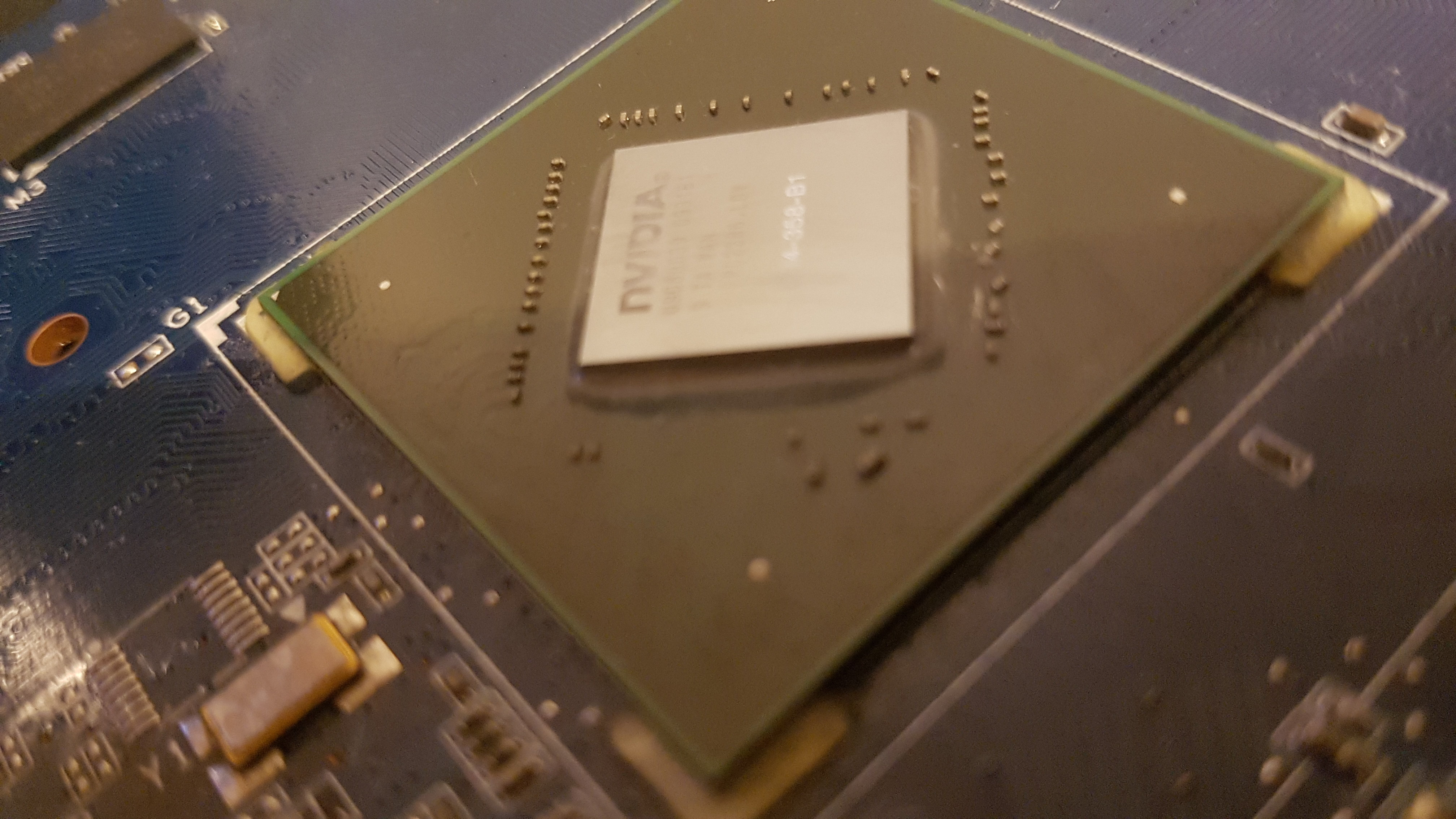
GPU Nvidia G94 en una Geforce 9600 GT

El 21 de febrero de 2008 se lanzó oficialmente la GeForce 9600 GT. Fue una actualización de 8600 GTS.
- GPU G94 65 nm
- 64 procesadores de flujo
- 16 unidades de operación de trama (ROP), 32 unidades de dirección de textura (TA) / filtro de textura (TF)
- Tasa de llenado de 20.8 Gtexels/s
- Reloj central de 650 MHz, con Reloj de sombreado unificado de 1625 MHz
- Memoria de 1008 MHz (velocidad de datos de 2016 MHz), interfaz de 256 bits para 64,5 GB/s de ancho de banda. (57,6 GB/s para configuración de 1800 MHz)
- 512–2048 MB de memoria GDDR3 o DDR2
- 505 millones de transistores
- DirectX 10.0, Shader Model 4.0, OpenGL 2.1,[8] y PCI-Express 2.0[9]
- Soporta la tecnología PureVideo HD de segunda generación con decodificación parcial de VC1
- Es compatible con HDCP, pero su implementación depende del fabricante
- Soporta CUDA y el motor de procesamiento de física Quantum Effects
- Casi el doble de rendimiento que la anterior tarjeta de gama media de Nvidia, la GeForce 8600GTS

### GeForce 9600 GS

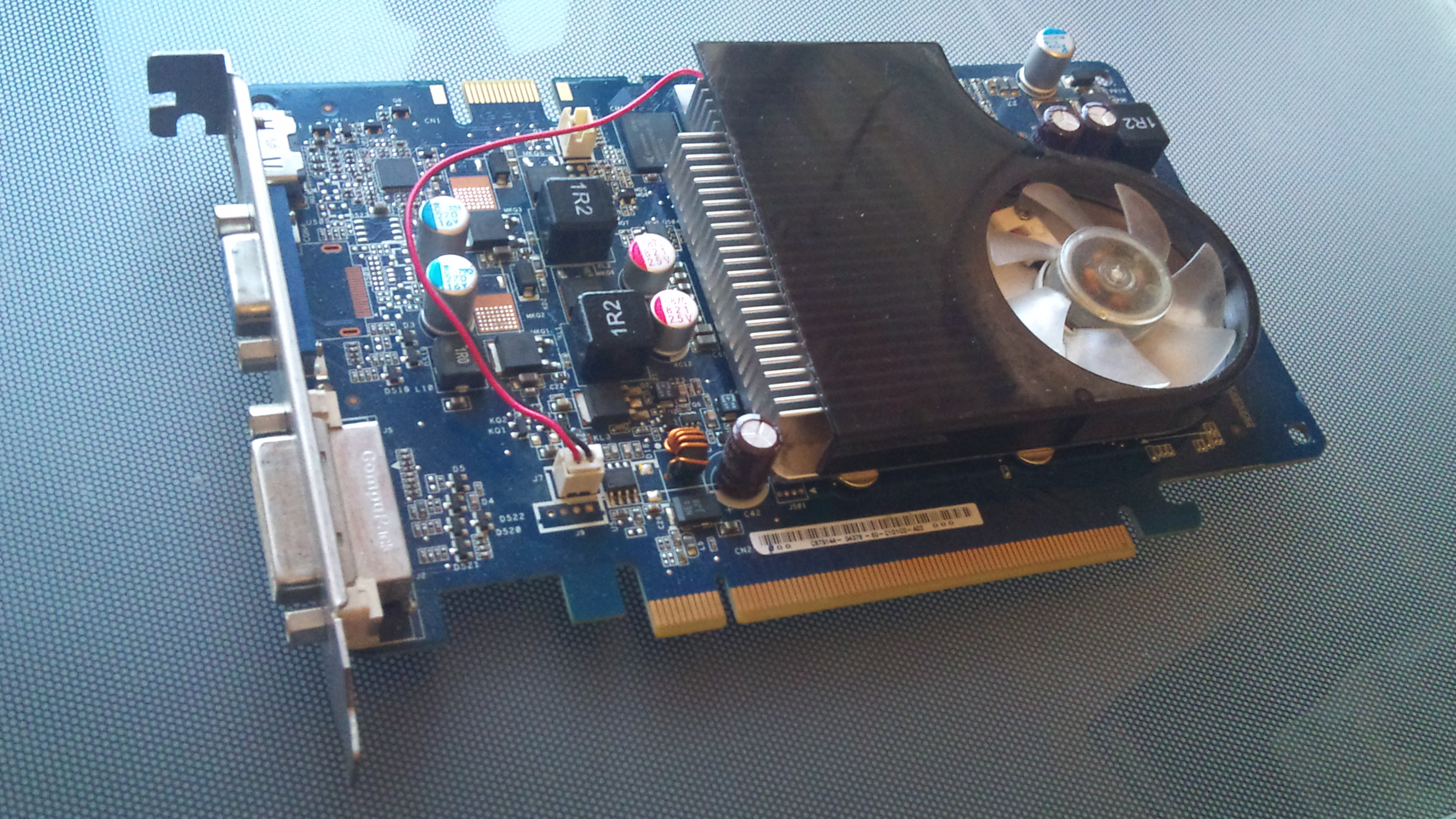
GeForce 9600GS desde una computadora HP; observe el conector SLI. A diferencia del 9600GT, no requiere una fuente de alimentación PCI-Express externa.

La GeForce 9600GS es una tarjeta OEM de Hewlett Packard. Se basa en un núcleo G94a sincronizado a 500 MHz. Cuenta con 768 MB de memoria DDR2 en un bus de 192 bits.

### GeForce 9600 OSG
La GeForce 9600 GSO era esencialmente una 8800 GS renombrada. Esta táctica se ha visto antes en productos como la GeForce 7900 GTO para liquidar las existencias no vendidas cuando la próxima generación las vuelve obsoletas. Al igual que el 8800 GS, el 9600 GSO cuenta con 96 procesadores de flujo, un reloj central de 550 MHz con sombreadores registrados a 1375 MHz, y 384 o 768 MB de memoria sincronizada a 800 MHz en un bus de memoria de 192 bits. Algunos fabricantes han enumerado por error algunos de sus modelos de 768 MB que tienen 96 procesadores de flujo basados en el chip G94, en lugar del G92.

### GeForce 9600 OSG 512
Después de liquidar el antiguo inventario de 8800 GS, Nvidia revisó la especificación con un nuevo núcleo y 512 MB de memoria sincronizada a 900 MHz en un bus de 256 bits. Para estas tarjetas, la cantidad de procesadores de flujo se reduce a la mitad a 48, con la frecuencia central aumentada a 650 MHz y la frecuencia del shader aumentó a 1625 MHz. Algunas de estas tarjetas tienen 1024 megabytes de memoria sin dejar de ser un modelo 512.

### GeForce 9600 GTX
XFX lanzó una 9600 GTX basada en el chip G92 con 96 procesadores de flujo, un reloj central de 580 MHz, sombreadores de 1450 MHz y 512 MB de GDDR3 ejecutándose a 1400 MHz en un bus de 256 bits. Además de las velocidades de reloj, es funcionalmente la versión de escritorio equivalente a la 9800M GT.

## Serie GeForce 9800
La serie GeForce 9800 contiene las variantes GX2 (GPU dual), GTX, GTX+ y GT.

### GeForce 9800 GX2

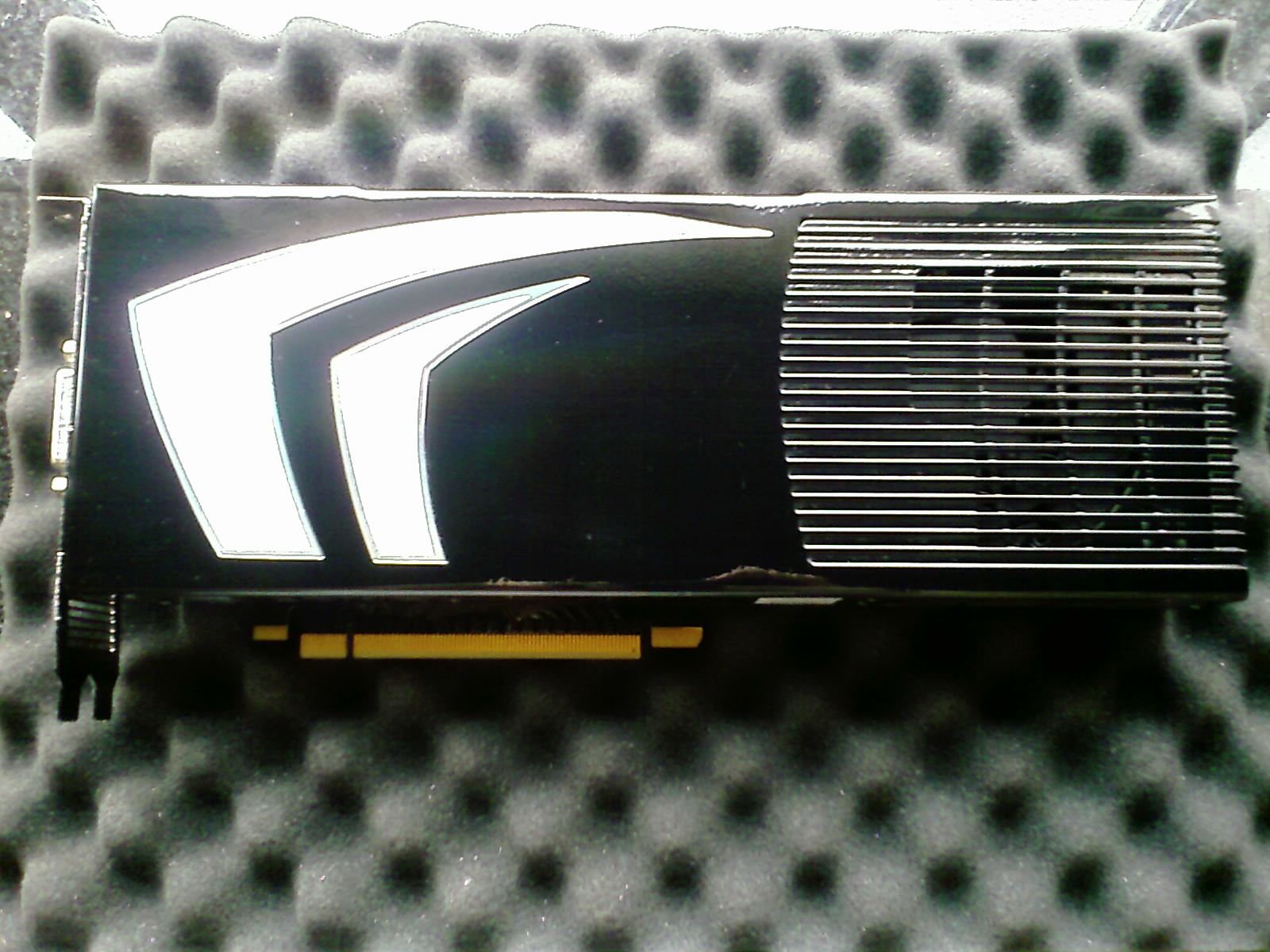
NVIDIA GeForce 9800 GX2

El 18 de marzo de 2008 se lanzó oficialmente la GeForce 9800 GX2.
La GeForce 9800 GX2 tiene las siguientes especificaciones:
- PCB duales, diseño de GPU dual
- Consumo de energía de 197 W.[16]
- Dos GPU de proceso de 65 nm, con 256 procesadores de flujo en total (128 por PCB).[17]
- Compatible con SLI cuádruple
- El poder de dos tarjetas de video GeForce 8800 GTS 512 (G92) con reloj bajo en modo SLI
- Memoria GDDR3 de 1 GiB (512 MiB por PCB)
- Soporta DirectX 10, Shader Model 4, OpenGL 3.3 y PCI-Express 2.0
- Soporta la tecnología PureVideo HD de segunda generación con decodificación VC1 parcial
- Las salidas incluyen dos puertos DVI, una salida HDMI y un conector de entrada S/PDIF incorporado para enrutar el audio a través del cable HDMI[18]
- Un conector de alimentación de 8 pines y uno de 6 pines
- Relojes (Core/Shader/Memoria): 600 MHz/1500 MHz/2000 MHz[19]
- interfaz de memoria de 256 bits[19]
- 128 Ancho de banda de memoria GB/s[19]
- Fecha de lanzamiento: 18 de marzo de 2008
- Precio de lanzamiento de $666.99

### GeForce 9800 GTX
El 1 de abril de 2008 se lanzó oficialmente la GeForce 9800 GTX.
Tomado de una hoja de especificaciones eVGA:
- 128 núcleos CUDA
- Relojes (Core/Shader/Memoria): 675 MHz/1688 MHz/1100 MHz
- interfaz de memoria de 256 bits
- 512 MB de memoria GDDR3
- Ancho de banda de memoria 70.4 GB/s
- Tasa de relleno de textura de 43,2 (mil millones/s)
- DirectX 10, Shader Model 4.0, OpenGL 3.3 y PCI-Express 2.0
- Soporta la tecnología PureVideo HD de segunda generación con decodificación VC1 parcial
- Las salidas incluyen dos puertos DVI, una salida HDMI (usando el adaptador Nvidia DVI a HDMI (incluido)) y un conector de entrada S/PDIF integrado para enrutar el audio a través del cable HDMI
- Fecha de lanzamiento: 2008-04-01[21]
- Precio de lanzamiento de $349[22]

En julio de 2008, Nvidia lanzó una actualización de la 9800 GTX: la 9800 GTX+ (55 proceso de fabricación nm). Tiene un núcleo más rápido (738 MHz) y shader (1836 MHz) relojes. Desde marzo de 2009 este diseño se fabrica como GeForce GTS 250.

### GeForce 9800 GT
La 9800GT es idéntica a la 8800GT, aunque algunos se fabricaron con tecnología de 55 nm en lugar de la tecnología de 65 nm que debutó en el 8800GT. El más nuevo (55 nm) soporta HybridPower mientras que la versión de 65 nm no lo hace.
ASUSTeK ha lanzado un 9800GT con soporte Tri-SLI. 
Tomado de la página de detalles del producto Nvidia.
- 112 núcleos CUDA
- 512–1024 MB de memoria GDDR3
- Ancho de interfaz de memoria de 256 bits
- Reloj gráfico de 600 MHz
- Reloj del procesador de 1500 MHz
- Reloj de memoria de 900 MHz
- Tasa de relleno de textura 33.6 Gtexel/s
- Ancho de banda de memoria 57.6 GB/s
- Compatible con DirectX 10, Shader Model 4.0, OpenGL 3.3 y PCI-Express 2.0
- Soporta la tecnología PureVideo HD de segunda generación con decodificación VC1 parcial

### Características
- Capacidad de cómputo: 1.1 tiene soporte para funciones atómicas, que se utilizan para escribir programas seguros para subprocesos.

| Modelo               | Características               | Características                               | Características                               |
| Modelo               | Scalable Link Interface (SLI) | PureVideo 2 con VP2, Motor BSP y motor AES128 | PureVideo 3 con VP3, Motor BSP y motor AES128 |
| -------------------- | ----------------------------- | --------------------------------------------- | --------------------------------------------- |
| GeForce 9300GE (G98) | Sí                            | No                                            | Sí                                            |
| GeForce 9300GS (G98) | Sí                            | No                                            | Sí                                            |
| GeForce 9400GT       | Sí                            | Sí                                            | No                                            |
| GeForce 9500GT       | Sí                            | Sí                                            | No                                            |
| GeForce 9600 OSG     | Sí                            | Sí                                            | No                                            |
| GeForce 9600GT       | Sí                            | Sí                                            | No                                            |
| GeForce 9800GT       | Sí                            | Sí                                            | No                                            |
| GeForce 9800 GTX     | Sí · 3 vías                   | Sí                                            | No                                            |
| GeForce 9800 GTX+    | Sí · 3 vías                   | Sí                                            | No                                            |
| GeForce 9800 GX2     | Sí                            | Sí                                            | No                                            |

## Serie GeForce 9M
Todas las unidades de procesamiento gráfico de la serie GeForce 9M cuentan con:
- Mayor rendimiento para un consumo de energía similar en comparación con la serie GeForce 8M para portátiles de gama media y media-alta
- Compatibilidad con DirectX 10.0 y OpenGL 3.3
- Antialiasing 16X y conectividad PCI-Express 2.0
- Descodificación de hardware Full HD DVD/Blu-ray

### 9100M G
- 1 TMU por tubería
- 4 ROP
- 8 procesadores de flujo
- 16 (v4.0) sombreador unificado
- 26 GigaFLOPS
- Reloj central de 450 MHz
- Reloj de sombreado de 1100 MHz
- Reloj RAMDAC integrado a 400 MHz
- El reloj de memoria depende de la memoria del sistema
- Hasta 256 MB de memoria compartida, 512 MB con Turbo Cache en Windows XP
- Interfaz de memoria de 64 bits (modo de un solo canal)/interfaz de memoria de 128 bits (modo de dos canales)
- El ancho de banda de la memoria depende de la memoria del sistema
- Tasa de relleno de textura 1.8 Gtexels/s
- (Especificación basada en Acer Aspire 4530 con EVEREST Ultimate Edition versión 4.60.1500PX y TechPowerUp GPU-Z v0.4.6)[25]

### 9200M GS
- 8 procesadores de flujo
- Reloj central de 529 MHz
- Reloj de sombreado de 1300 MHz
- reloj de memoria 400 MHz
- Hasta 256 MB de memoria
- interfaz de memoria de 64 bits
- Ancho de banda de memoria 6.4 GB/s
- Tasa de relleno de píxeles de 27.1 Gpixel/s
- Tasa de relleno de textura 4.2 Gtexel/s[26]

### 9300M G
- 16 procesadores de flujo
- Reloj central de 400 MHz
- Reloj de sombreado de 800 MHz
- Reloj de memoria 600 MHz
- Hasta 512 MB de memoria
- Interfaz de memoria de 64 bits
- Ancho de banda de memoria 1.8 GB/s
- Tasa de relleno de textura 3.2 Gtexels/s

### 9300M GS
- 8 procesadores de flujo
- Reloj central de 580 MHz
- Reloj de sombreado de 1450 MHz
- Reloj de memoria de 800 MHz
- Hasta 512 MB de memoria
- Interfaz de memoria de 64 bits
- Ancho de banda de memoria de 6.9 GB/s
- Tasa de relleno de textura de 4.6 Gtexels/s

### 9400M G
- 16 procesadores de flujo
- El reloj de memoria depende de la memoria del sistema
- Interfaz de memoria de 64 bits (modo de un solo canal)/interfaz de memoria de 128 bits (modo de doble canal)
- El ancho de banda de la memoria depende de la memoria del sistema
- Tasa de relleno de textura de 3.6 Gtexels/s

### 9500M G
- 16 procesadores de flujo
- Reloj central de 500 MHz
- Reloj de sombreado de 1250 MHz
- Reloj de memoria de 800 MHz
- Hasta 1024 MB de memoria
- Interfaz de memoria de 128 bits
- Ancho de banda de memoria de 25.6 GB/s
- Tasa de relleno de textura de 4.0 Gtexels/s

### 9500M GS
- 32 procesadores de flujo
- Reloj central de 475 MHz
- Reloj de sombreado de 950 MHz
- Reloj de memoria de 700 MHz
- Hasta 512 MB de memoria
- Interfaz de memoria de 128 bits
- Ancho de banda de memoria de 22.4 GB/s
- Tasa de relleno de textura de 7.6 Gtexels/s

### 9600M GS
- Núcleo 064A/8 (G96)
- 32 procesadores de flujo
- Reloj central de 430 MHz
- Reloj de sombreado de 1075 MHz
- Reloj de memoria de 800/1600 MHz (efectivo)
- Hasta 1024 MB de memoria
- Interfaz de memoria de 128 bits
- Ancho de banda de memoria de 12.8 GB/s (con tipo DDR2) o 25,6 GB/s (con tipo GDDR3)
- Tasa de relleno de textura de 6.8 Gtexels/s
- 103 GigaFLOPS

### 9600M GT
- 32 procesadores de flujo
- Reloj central de 500 MHz
- Reloj de sombreado de 1250 MHz
- Reloj de memoria de 800 MHz
- Hasta 1024 MB de memoria
- Interfaz de memoria de 128 bits
- Ancho de banda de memoria de 25.6 GB/s
- Tasa de relleno de textura de 8.0 Gtexels/s

### 9650M GT
- Núcleo G96 (65/55 nm)
- 32 procesadores de flujo
- Reloj central de 550 MHz
- Reloj de sombreado de 1325 MHz
- Reloj de memoria 800 MHz
- Hasta 1024 MB de memoria
- Interfaz de memoria de 128 bits
- Ancho de banda de memoria de 25.6 GB/s
- Tasa de relleno de texturade 8.8 Gtexels/s

### 9700M GT
- Núcleo G96
- 32 procesadores de flujo
- Reloj central de 625 MHz
- Reloj de sombreado de 1550 MHz
- Reloj de memoria de 800 MHz
- Interfaz de memoria de 128 bits
- Ancho de banda de memoria de 25.6 GB/s
- Tasa de relleno de textura de 10.0 Gtexels/s
- 148.8 GigaFLOPS

### 9700M GTS
- Núcleo G94
- 48 procesadores de flujo
- Reloj central de 530 MHz
- Reloj de sombreado de 1325 MHz
- Reloj de memoria de 800 MHz
- Interfaz de memoria de 256 bits
- Ancho de banda de memoria de 51.2 GB/s
- Tasa de relleno de textura de 12.7 Gtexels/s
- 190.8 GigaFLOPS

### 9800M GS
- Núcleo G94
- 64 procesadores de flujo
- Reloj central de 530 MHz
- Reloj de sombreado de 1325 MHz
- Reloj de memoria de 800 MHz
- Interfaz de memoria de 256 bits
- Ancho de banda de memoria de 51.2 GB/s
- Tasa de relleno de textura de 17.0 Gtexels/s
- 254 GigaFLOPS

### 9800M GTS
- Núcleo G94
- 64 procesadores de flujo
- Reloj central de 600 MHz
- Reloj de sombreado de 1500 MHz
- Reloj de memoria de 800 MHz
- Interfaz de memoria de 256 bits
- Ancho de banda de memoria de 51.2 GB/s
- Tasa de relleno de textura de 19.2 Gtexels/s
- 288 GigaFLOPS

### 9800M GT
- Núcleo G94
- 96 procesadores de flujo
- Reloj central de 500 MHz
- Reloj de sombreado de 1250 MHz
- Reloj de memoria de 800 MHz
- Interfaz de memoria de 256 bits
- Ancho de banda de memoria de 51.2 GB/s
- Tasa de relleno de textura de 24.0 Gtexels/s
- 360 GigaFLOPS

### 9800M GTX
- Núcleo G92
- 112 procesadores de flujo
- Reloj central de 500 MHz
- Reloj de sombreado de 1250 MHz
- Reloj de memoria de 800 MHz
- Interfaz de memoria de 256 bits
- Ancho de banda de memoria de 51.2 GB/s
- Tasa de relleno de textura de 28,0 Gtexels/s
- 420 GigaFLOPS

### Soporte discontinuado
Nvidia dejó de admitir controladores para la serie GeForce 9 el 1 de abril de 2016.
- Windows XP de 32 bits y Media Center Edition: versión 340.52 lanzada el 29 de julio de 2014; Descargar
- Windows XP de 64 bits: versión 340.52 lanzada el 29 de julio de 2014; Descargar
- Windows Vista, 7, 8, 8.1 de 32 bits: versión 342.01 (WHQL) lanzada el 14 de diciembre de 2016; Descargar
- Windows Vista, 7, 8, 8.1 de 64 bits: versión 342.01 (WHQL) lanzada el 14 de diciembre de 2016; Descargar
- Windows 10, 32 bits: versión 342.01 (WHQL) lanzada el 14 de diciembre de 2016; Descargar
- Windows 10, 64 bits: versión 342.01 (WHQL) lanzada el 14 de diciembre de 2016; Descargar